# Emmaboda (đô thị)
Emmaboda Municipality (Emmaboda kommun) là một đô thị ở hạt Kalmar, ở đông nam Thụy Điển. Thủ phủ nằm ở thị xã Emmaboda.
Đô thị hiện tại đã được lập năm 1971, khi phố thị (köping) Emmaboda (được lập năm 1930) được hợp nhất với 3 đô thị nông nghiệp xung quanh.

## Địa lý
Đô thị này giáp các đô thị Nybro, Kalmar và Torsås thuộc hạt Kalmar; Karlskrona và Ronneby ở hạt Blekinge; Tingsryd và Lessebo ở hạt Kronoberg. Thành phố gần nhất là Kalmar (dân số 35.170), Karlskrona (dân số 32.606), Växjö (dân số 55.600), và Nybro (dân số 12.598 người).
Đô thị này thuộc Glasriket, nơi người dân sản xuất các sản phẩm thủy tinh ít nhất từ thế kỷ 17.

## Các đơn vị dân cư trực thuộc
Có 6 khu vực đô thị(cũng gọi là Tätort hay đơn vị địa phương) ở đô thị Emmaboda.
Bảng dưới đây liệt kê các đơn vị trực thuộc của đô thị này theo quy mô dân số thời điểm 31 tháng 12 năm 2005. Thủ phủ được bôi đậm.
| # | Địa phương    | Dân số |
| - | ------------- | ------ |
| 1 | Emmaboda      | 4,968  |
| 2 | Vissefjärda   | 673    |
| 3 | Johansfors    | 458    |
| 4 | Långasjö      | 340    |
| 5 | Eriksmåla     | 238    |
| 6 | Boda glasbruk | 201    |

## Thành phố kết nghĩa
Emmaboda có 7 thành phố kết nghĩa:
- Jeppo, Phần Lan
- Kvam, Na Uy
- Jyderup, Đan Mạch
- Lefkada, Hy Lạp
- Pionerskij, Kaliningrad, Nga
- Bartoszyce, Ba Lan
- North Bay, Ontario, Canada